# پیرفنیدون
پیرفنیدون (به انگلیسی: Pirfenidone) یک ترکیب شیمیایی با شناسه پاب‌کم ۴۰۶۳۲ است. 